# Brunet (Alpes da Alta Provença)
Brunet é uma comuna francesa na região administrativa da Provença-Alpes-Costa Azul, no departamento dos Alpes da Alta Provença. Estende-se por uma área de 28,47 km². Em 2010 a comuna tinha 296 habitantes (densidade: 10,4 hab./km²).